# エフゲニー・パラディエフ
エフゲニー・パラディエフ（ロシア語: Евгений Паладьев、Yevgeny Paladiev、1948年5月12日 – 2010年1月9日)、ソビエト連邦のアイスホッケー選手。現在のカザフスタンであるカザフ・ソビエト社会主義共和国の東カザフスタン州・オスケメン出身。

## 経歴
1965年にKazzinc-Torpedoに入団、1967/68シーズンにHCスパルタク・モスクワへ移籍して1969年のソ連選手権で優勝。アイスホッケーソビエト連邦代表に招集され、1969年、1970年、1973年のアイスホッケー世界選手権で優勝に貢献した。また1969年にソビエト連邦アイスホッケースポーツマスターとなっている。

## 詳細情報

### 表彰
- ソビエト連邦アイスホッケースポーツマスター（英語版）（1969年）

### 代表歴
- 1969年アイスホッケー世界選手権ソビエト連邦代表
- 1970年アイスホッケー世界選手権ソビエト連邦代表
- 1973年アイスホッケー世界選手権ソビエト連邦代表